# Walter Hoeres
Walter Hoeres (* 6. Mai 1928 in Gladbeck; † 14. Januar 2016 in Frankfurt am Main) war ein deutscher Philosoph. Sein Spezialgebiet war die Erkenntnislehre auf der Basis der Scholastik.

## Leben
Hoeres studierte an der Philosophisch-Theologischen Hochschule St. Georgen und an der Universität Frankfurt Katholische Theologie und Philosophie und wurde am 25. Juli 1951 mit einer Dissertation über Husserls Phänomenologie bei Theodor W. Adorno promoviert.
Walter Hoeres war nach seiner Promotion zunächst als Journalist katholischer Zeitungen, unter anderem des Rheinischen Merkur und der Deutschen Tagespost tätig. 1957 habilitierte er sich als einer der ersten Laien als Universitäts-Dozent an der Theologischen Fakultät der Universität Salzburg. Dort wurde er 1964 von der Studienkongregation zum Professor am Philosophischen Institut päpstlichen Rechtes ernannt, das der Theologischen Fakultät Salzburg angeschlossen ist. Von 1961 bis 1993 war Hoeres als Professor für Philosophie an der Pädagogischen Hochschule Freiburg i. Br. tätig. Neben zahlreichen Abhandlungen zur Geschichte der Hochscholastik schrieb er Bücher unter anderem über den Franziskanertheologen Johannes Duns Scotus und eine Kritik der Transzendentalphilosophie. 1993 legte er eine phänomenologische Anthropologie vor. 2005 publizierte er das Buch Der Weg der Anschauung. Landschaft zwischen Ästhetik und Metaphysik. Im Frühjahr 2012 erschien Gradatio entis – Sein als Teilhabe bei Duns Scotus und Franz Suárez. Sein letztes Werk Die verratene Gerechtigkeit. Nach dem Abschied von Gottes heiliger Majestät erschien kurz nach seinem Tod.
Hoeres gehörte zu den regelmäßigen Mitarbeitern der Zeitbühne und setzte diese publizistische Arbeit in der Epoche fort. Außerdem hielt er zahlreiche Vorträge und trat in Rundfunksendungen und in den Abendstudios im Hessischen Rundfunk und im Südwestfunk auf.
Der überzeugte Katholik sprach fließend Latein und moderierte über dreißig Jahre die Frankfurter Colloquia Latina. Die Wiedereinführung der heiligen Messe in lateinischer Sprache nach tridentinischem Ritus war ihm ein Herzensanliegen.
1967 übernahm er von seinem Lehrer Hans Meyer (1884–1966) die Herausgeberschaft der Reihe Forschungen zur neueren Philosophie und ihrer Geschichte.
Hoeres verstand sich als ein Verteidiger des katholischen Glaubens und der tridentinischen Liturgie. Er gründete am 23. Februar 1969 gemeinsam mit Hans Milch und dem Mannheimer Oberstudienrat Fritz Feuling die Bewegung für Papst und Kirche e. V., die zu den traditionsorientierten Gruppen nach dem Zweiten Vatikanischen Konzil gehörte, und war viele Jahre deren Vorsitzender.
Walter Hoeres schrieb regelmäßig in der katholischen Monatsschrift Theologisches und war Mitglied der Fördergemeinschaft Theologisches e. V., die die Zeitschrift herausgibt. Auch in der von dem Pallottinerpater Gerhard Hermes herausgegebenen Zeitschrift Der Fels erschienen regelmäßig seine Aufsätze.
Bis zu den unerlaubten Bischofsweihen am 30. Juni 1988 war er der Priesterbruderschaft St. Pius X. verbunden und hielt auch am Internationalen Priesterseminar Herz Jesu in Zaitzkofen Philosophievorlesungen. Nach den Bischofsweihen lehrte er am Priesterseminar der Priesterbruderschaft St. Petrus, blieb aber weiter mit der Priesterbruderschaft St. Pius X. verbunden und publizierte fallweise auch in deren Organen.
2015 kritisierte er im Zusammenhang mit der Flüchtlingskrise angebliche „Umverteilungsstrategien“ der Bundesregierung: „Was mich bei der ganzen Frage besonders empört, ist die Äußerung von Kirchenvertretern, man wolle bei der Aufnahme von Flüchtlingen keinen Unterschied zwischen den Religionen und Konfessionen machen. Sind wir schon so weit, dass wir aus Gründen der political correctness die Mahnung des heiligen Apostels Paulus vergessen haben: ‚Helft zuerst Euren Brüdern?‘“
Mit seiner Frau und Kindern lebte er in Frankfurt am Main. Seine Grabstätte befindet sich auf dem Friedhof Bockenheim.
Der Historiker Peter Hoeres ist sein Sohn.

## Veröffentlichungen (Auswahl)
- Rationalität und Gegebenheit in Husserls Phänomenologie. Dissertation. Universität Frankfurt am Main 1951.
- Sein und Reflexion. Triltsch, Ochsenfurt 1956.
- Der Wille als reine Vollkommenheit nach Duns Scotus. Pustet, München 1962.
- Kritik der transzendentalphilosophischen Erkenntnistheorie. Stuttgart, Kohlhammer 1969.
- Der Aufstand gegen die Ewigkeit. Kirche zwischen Tradition und Selbstzerstörung. Christiana, Stein am Rhein (Schweiz) 1984; 2., erweiterte Auflage, ebenda 1987, ISBN 3-7171-0867-0.
- Offenheit und Distanz. Grundzüge einer phänomenologischen Anthropologie. Duncker & Humblot, Berlin 1993, ISBN 3-428-07542-0.
- Wesenseinsicht und Transzendentalphilosophie. Thomas von Aquin zwischen Rahner und Kant. Schmitt, Siegburg 2001, ISBN 3-87710-255-7.
- Der Weg der Anschauung. Landschaft zwischen Ästhetik und Metaphysik. Die Graue Edition, 2005, ISBN 3-906-33640-9.
- Heimatlose Vernunft. Respublica, 2005, ISBN 3-87710-284-0 (Auszug: Adorno oder der zweideutige Fortschritt).
- Theologische Blütenlese. Werke der anderen Theologie. Schmitt, Siegburg 2001, ISBN 3-87710-256-5.
- Gradatio entis. Sein als Teilhabe bei Duns Scotus und Franz Suárez. Editiones Scholasticae, ISBN 978-3-86838-513-7.
- Die Sehnsucht nach der Anschauung Gottes Thomas von Aquin und Duns Scotus im Gespräch über Natur und Gnade. Patrimonium-Verlag, Aachen 2015, ISBN 978-3864170461.
- Die verratene Gerechtigkeit, Patrimonium-Verlag, Aachen 2016 ISBN 978-3-86417-056-0.